# Spanish Bay
Spanish Bay är en vik i Kanada.   Den ligger i provinsen Nova Scotia, i den östra delen av landet, 1 200 km öster om huvudstaden Ottawa.
Runt Spanish Bay är det ganska glesbefolkat, med 34 invånare per kvadratkilometer.